# Caponina
Caponina là một chi nhện trong họ Caponiidae.

## Các loài
Chi này gồm các loài:
- Caponina alegre Platnick, 1994
- Caponina cajabamba Platnick, 1994
- Caponina chilensis Platnick, 1994
- Caponina chinacota Platnick, 1994
- Caponina longipes Simon, 1893
- Caponina notabilis (Mello-Leitão, 1939)
- Caponina paramo Platnick, 1994
- Caponina pelegrina Bryant, 1940
- Caponina sargi F. O. P.-Cambridge, 1899
- Caponina testacea Simon, 1891
- Caponina tijuca Platnick, 1994